# Cabo Verde (península)

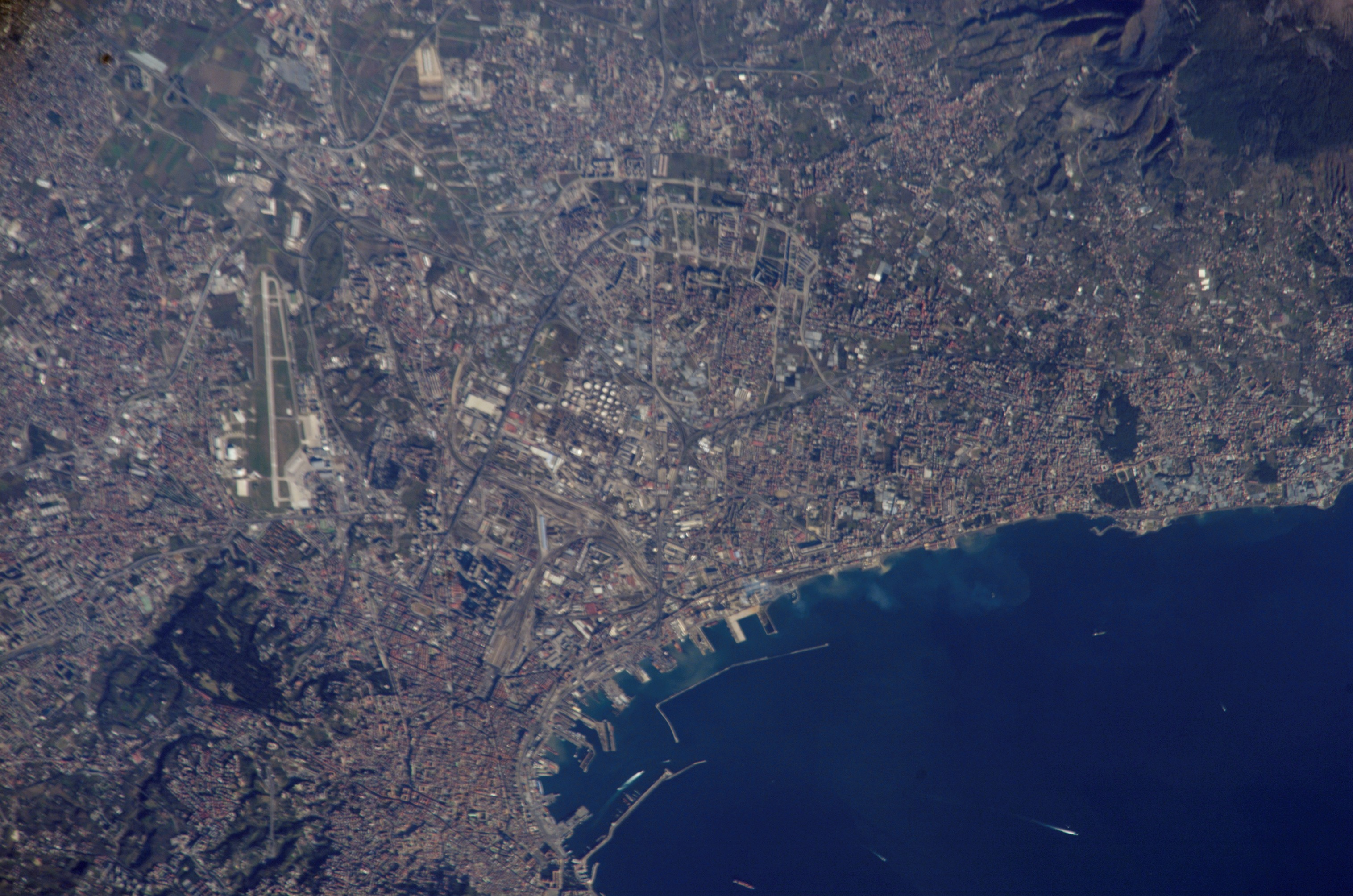
Vista aérea de Dakar, la capital de Senegal

La península de Cabo Verde es una península localizada en la costa central de Senegal, que se adentra en el océano Atlántico. Se trata de la parte más occidental del continente africano y de todo el conjunto territorial de Eurafrasia. La península es un promontorio rocoso que se extiende desde las zonas arenosas del país, siendo el principal accidente geográfico de la costa senegalesa. Dakar, la capital del país, ocupa el extremo sur de dicha península, contando con un excelente puerto marítimo emplazado frente a la isla de Gorea.

## Etimología
Fue bautizada así por el navegante portugués Dinis Dias, debido a la vegetación de este promontorio rocoso, que contrastaba con la aridez del interior. El nombre de la península dio nombre a las islas República de Cabo Verde, situadas en el océano a 570 km al oeste del cabo.

## Historia
Cabo Verde fue habitado por el pueblo lebou, una comunidad pesquera que todavía habita la costa norte, en Yoff, cerca de la ciudad actual de Dakar. Los habitantes indígenas de la península vivían como pescadores y agricultores.
Desde el año 1444, cuando los portugueses avistaron el cabo por primera vez, ha sido un punto de acceso para el comercio africano-europeo. Años más tarde, los franceses establecieron la ciudad de Dakar en el cabo en 1857.
Cerca de Pointe des Almadies, el extremo noroeste del cabo, se encuentra el Aeropuerto Internacional Léopold Sédar Senghor, que se utilizó como punto transatlántico durante la Segunda Guerra Mundial. 

## Geografía
Formado por una combinación de islas volcánicas en alta mar y un puente terrestre producido por las corrientes costeras, el cabo se proyecta hacia el océano Atlántico, doblándose hacia el sureste en su punta. La exposición a los vientos del suroeste contribuye a la apariencia verde estacional de Cabo Verde, en contraste con las ondulantes dunas amarillas del norte.
La península tiene forma de triángulo (alrededor de 14 km por lado), con la base del triángulo aproximadamente a lo largo del norte y su vértice en el sur, cerca de Dakar. Conos volcánicos gemelos, las Deux Mamelles ("Dos Tetinas"), dominan el paisaje a lo largo de la costa al noroeste de Dakar. La península encierra una bahía y un puerto natural en el suroeste.